# Condizione della donna in Afghanistan
I diritti delle donne in Afghanistan sono cambiati in maniera molto significativa nel corso degli ultimi anni, in particolare nella fase tra il 2000 e il 2001, con la caduta del regime talebano, il quale aveva imposto loro ampie limitazioni, e dopo il ritorno dei Talebani al potere nel 2021, dopo il ritiro delle truppe statunitensi dal Paese. 
A causa delle numerose guerre, sia straniere che civili, nonché dei regimi autoritari che hanno governato e governano nel Paese, i diritti delle donne sono tra i più limitati e osteggiati nel mondo, ad eccezione che durante le fasi di liberalizzazione degli anni '50 e dei primi due decenni del 2000. 
Dopo il ritorno dei talebani nel 2021, i diritti delle donne sono stati ridotti al minimo storico, non venendo riconosciuti loro neppure i diritti fondamentali. Fra i divieti imposti, le donne non possono uscire di casa da sole e anche in quel caso se non sono integralmente coperte, parlare in pubblico, viaggiare da sole per oltre 72 km da casa loro, frequentare la scuola oltre i 12 anni (unico Paese al mondo a porre un divieto formale all'istruzione femminile), lavorare ad eccezione di alcune professioni pre-approvate e non è loro garantito l'accesso a cure mediche a causa delle segregazioni di genere. Non sono riconosciuti loro i diritti civili, né esiste rappresentanza femminile al governo o uffici dedicati alle problematiche di genere, non godono di indipendenza economica, né di altro tipo in ambito familiare, non esistendo leggi che permettono loro di ricorrere al divorzio, all'aborto, di negare il consenso a un matrimonio combinato o di avere protezione contro la violenza domestica.  
La maggior parte delle donne che fino al 2021 avevano preso parte alla vita pubblica e culturale del Paese sono state costrette a emigrare per la loro sicurezza.  

## Contesto storico
La popolazione afgana si attesta intorno a 38 milioni di persone, di cui circa 15 milioni sono donne. Il 22% degli afgani vive nelle aree urbanizzate, mentre il 78% di loro vive nelle zone rurali. La maggior parte delle donne delle zone urbane e la quasi totalità di quelle delle zone rurali si sposa poco dopo gli studi, spesso tramite matrimonio combinato e/o con un cugino o un altro membro della famiglia allargata e vive una vita casalinga.  

### Periodo Monarchico (1926-1973)
Durante il regno di re Amanullah (1919-1929) sono state varate diverse riforme improntate a una liberalizzazione della società di stampo occidentale, anche in campo femminile, sebbene la loro diffusione e applicazione sia stata per lo più limitata alle zone urbanizzate come Kabul. 

Le riforme erano tese a dare alle donne maggiore emancipazione e indipendenza in una società patriarcale, incentivare e migliorare l'accesso all'istruzione e spingere ad abbandonare gli abiti tradizionali e le convenzioni religiose per adottare un vestiario occidentale. 

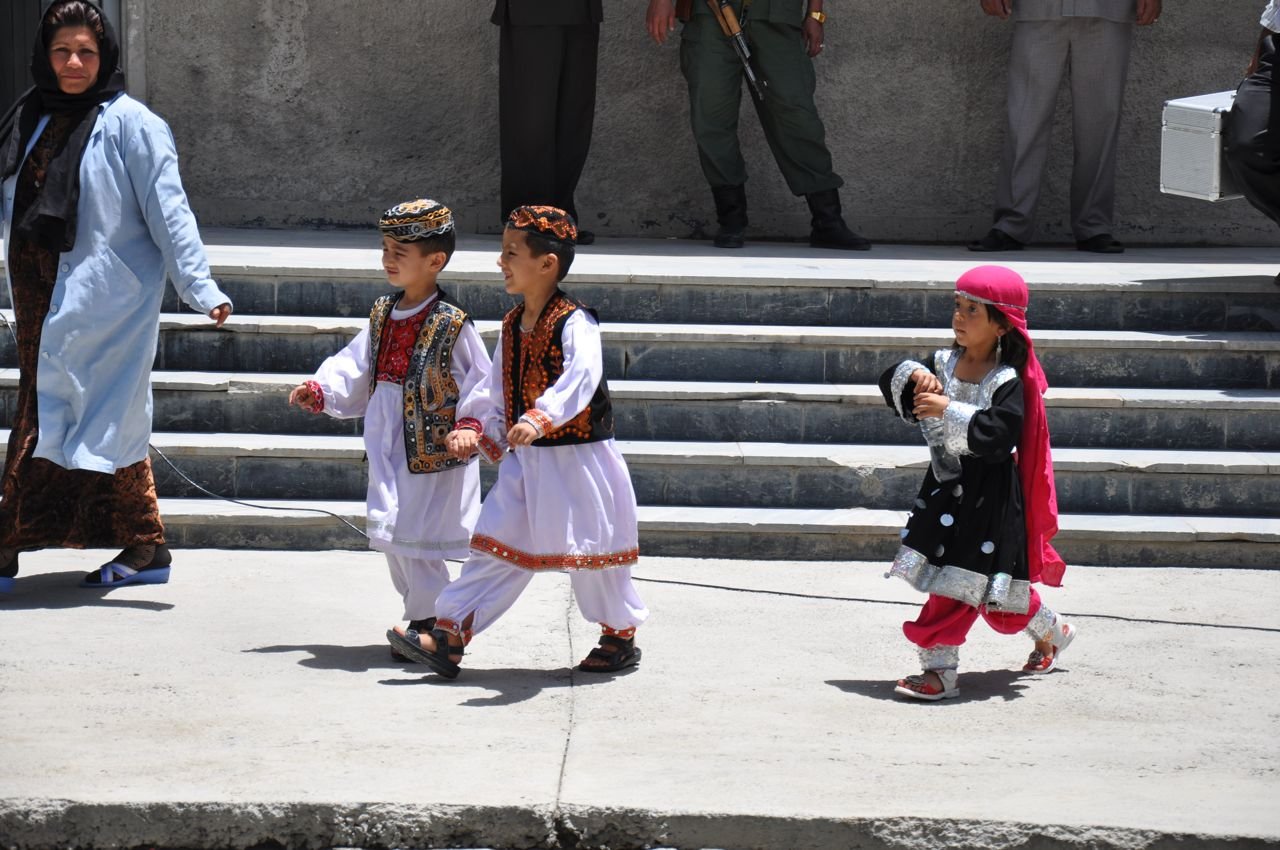
Donna afgana con i suoi bambini durante la festa della mamma del 12 giugno 2010

Nel 1921 il matrimonio forzato è stato abolito, assieme a quello infantile. Sono anche stati posti limiti alla poligamia e abolita la tradizionale "vendita" della sposa tramite il versamento di una dote. Non furono invece prese misure per una rappresentanza femminile al governo, ad eccezione del ruolo ricoperto dalla regina Soraya Tarzi. 
Le riforme continuarono, seppur con maggiore lentezza, sotto i successivi sovrani Mohammed Nadir Shah e Mohammed Zahir Shah. Dal 1953 vennero varati provvedimenti per aumentare la partecipazione delle donne alla vita pubblica e dal 1964 venne loro garantito il diritto di voto ed elezione, e nel 1965 sei donne vennero elette al Parlamento, anche se la loro partecipazione politica attiva rimase comunque in generale minima. 

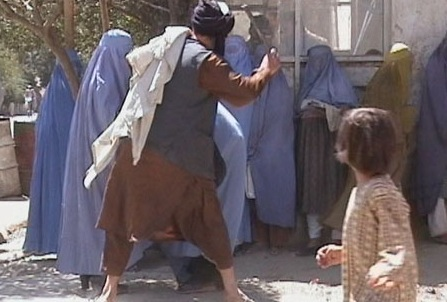
Uomo talebano picchia donne afgane in burqa il 26 agosto 2001 poco prima della caduta del regime

Nel 1965 Kubra Noorzai divenne ministro della Salute Pubblica, carica che mantenne fino al 1969, e Masuma Esmati-Wardak, anch'essa parlamentare nel 1965, fu ministro dell'Educazione dal 1990 al 1992. 
Shafiqa Ziaie, dal 1971 al 1976, ricoprì la carica di ministro svariate volte (senza portafoglio dal '71 al '73, della Pianificazione nel '72, e delle donne nel 1976). 
Nel 1969, Jameela Farooq Rooshna divenne la prima donna giudice del Paese. 

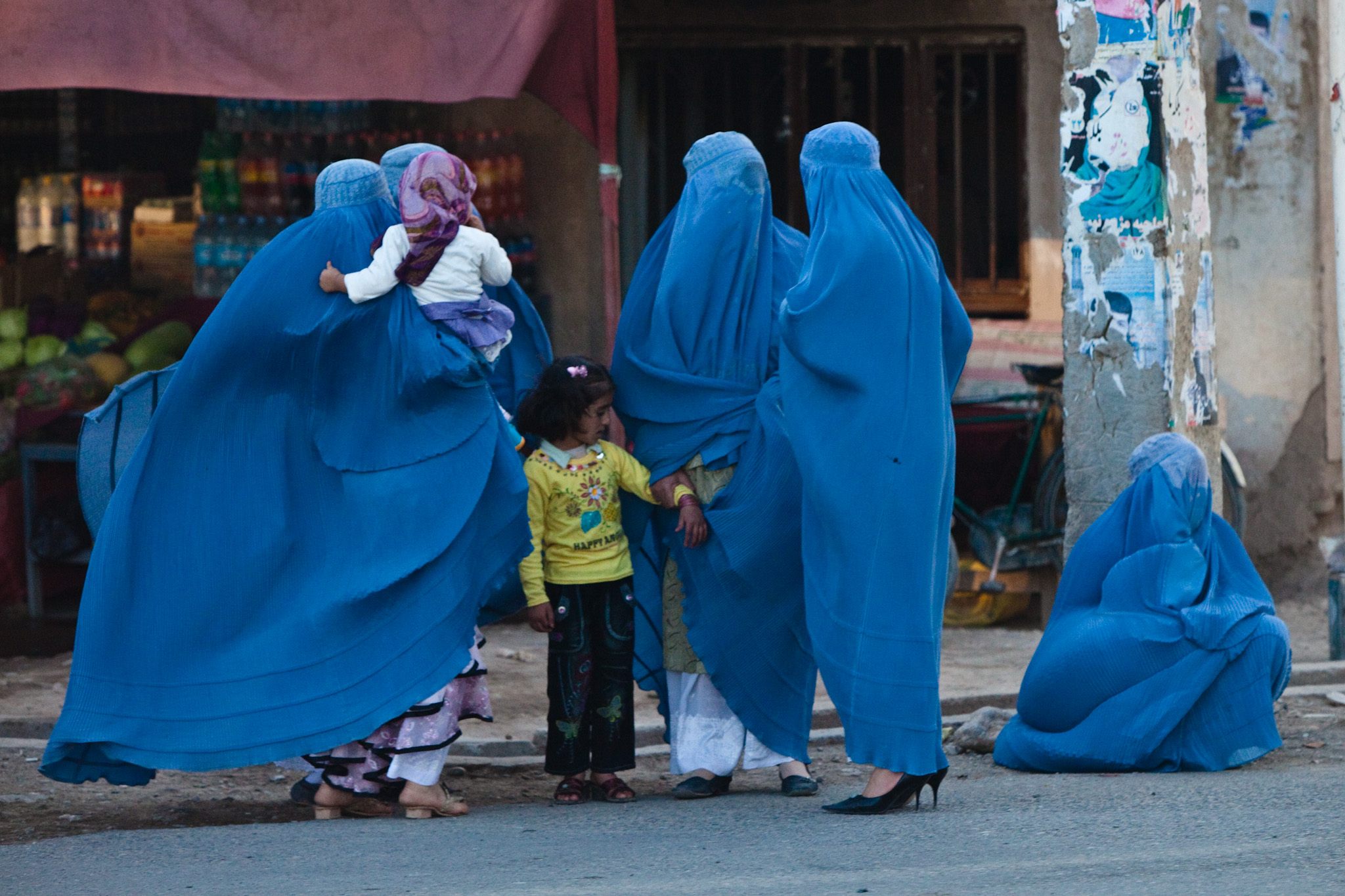
Donne di Herat in burqa nel 2009

### Periodo Repubblicano e il Consiglio delle donne afgane
Durante questo periodo, le riforme vennero affiancate da Associazioni fondate dalle stesse donne intenzionate a difendere i diritti appena acquisiti e a conquistarne di nuovi. 
Nel 1977, l'attivista Meena Keshwar Kamal fondò l'Associazione Rivoluzionaria delle Donne Afgane (RAWA). Kamal venne poi uccisa con il marito nel 1987. 
Nel 1978 fu fondato il Consiglio delle Donne Afghane, che rimase operativo fino al 1992. Nello stesso anno, il governo di Nur Muhammad Taraki decretò la parità dei diritti fra uomini e donne, concedendo quindi a quest'ultime il diritto di lavorare e  decidere della propria vita famigliare. Per sostenere ciò, vennero avviati programmi di lotta all'analfabetismo femminile e corsi professionali per aiutare le giovani donne a trovare un impiego. Nel 1980, Anahita Ratebzad divenne vice Capo del Governo, massima carica raggiunta da una donna. 
Con l'occupazione sovietica, i diritti delle donne goderono di un'impennata, ma anche allora i cambiamenti rimasero limitati alle zone urbane e non penetrarono in quelle rurali, rappresentanti la maggior parte del Paese.

## Condizione della donna durante il periodo dei mujaheddin (1992-1996)
Nel 1992, l'occupazione sovietica terminò e il Paese cadde preda della guerra civile fra diverse fazioni di mujaheddin, signori della guerra di ispirazione teocratica, che si dimostrò più conservatore rispetto ai governi precedenti. L'adulterio femminile divenne punibile con il carcere e alle donne venne imposto prima l'obbligo di indossare hijab, da abbinare ad abiti larghi e coprenti, e poi, dal 1996, il burqa. Fu loro permessa l'istruzione solo in scuole femminili e limitati i diritti lavorativi: fu stabilito che una donna potesse lavorare, solo se adeguatamente coperta, solo in ruoli subalterni e in determinati ambiti. 

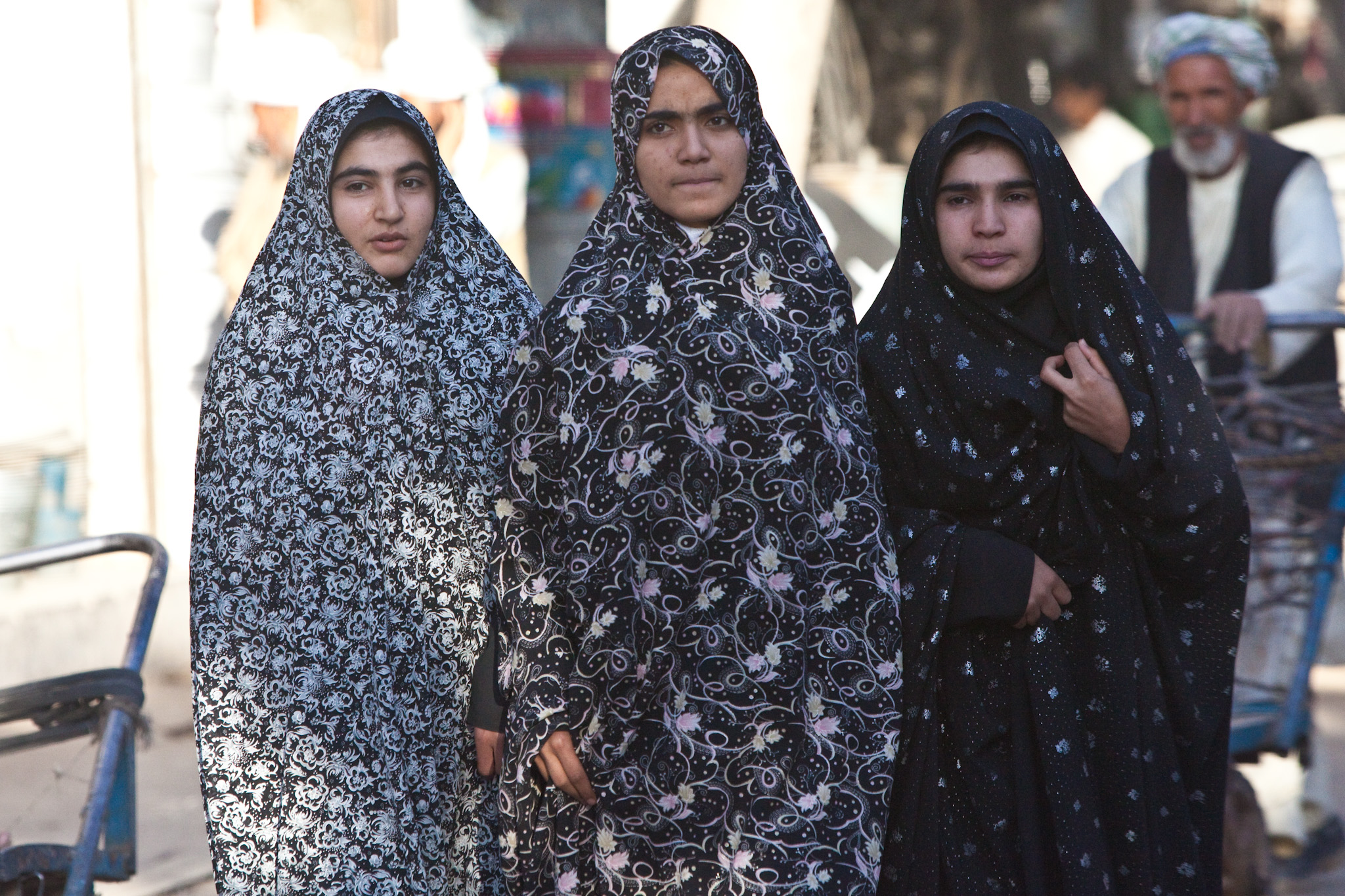
Ragazze di Herat in chador nel 2009

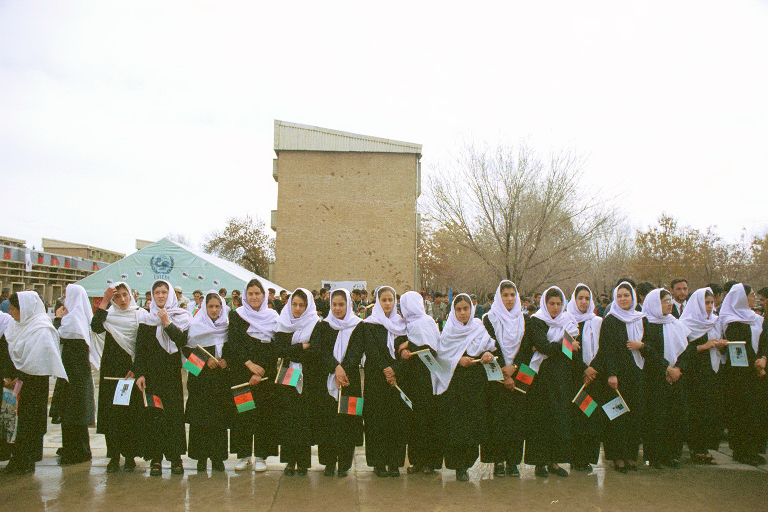
studentesse afghane (2002)

Secondo un report del 1995 di Amnesty International "La guerra civile che ha devastato l'Afghanistan negli ultimi 3 anni ha distrutto la vita di migliaia di donne e bambini. Migliaia di loro sono state uccise o ferite negli attacchi di artiglieria, apparentemente mirate nelle aree residenziali. Gruppi di uomini armati hanno brutalmente ucciso delle donne nelle loro abitazioni, o colpite o violentate. Giovani donne e adolescenti sono state rapite o violentate, e date in sposa alle varie fazioni di Mujaheddin, o fatte prostituire per loro. Molte donne sono scomparse e molte di loro sono state lapidate a morte. Centinaia di migliaia di loro assieme ai loro bambini, sono fuggite nel terrore, subendo solamente ulteriori abusi durante la loro fuga o nei campi profughi. Donne collegate alle organizzazioni delle donne indipendenti sono state aggredite e minacciate dai gruppi mujaheddin. Le autorità di Kabul hanno ricevuto varie richieste politiche dalla comunità internazionale di fare ulteriori passi in avanti per salvaguardare la vita delle donne e i loro diritti umani in tutto l'Afghanistan"

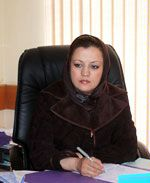
Maria Bashir nel 2011, attivista per i diritti delle donne

## Condizione della donna durante il periodo dei talebani (1996-2001)
Nel 1996, la guerra civile terminò grazie alla presa di potere dei talebani. Di stampo ultra conservatore, il nuovo governo impose una teocrazia estrema che limitò e controllò ogni ambito della vita dei suoi cittadini, ma che si ritiene colpì in particolar modo i diritti femminili. La base legale delle nuove leggi fu la Sharia, la legge fondamentalista islamica. 
Vennero emesse una serie di disposizioni riguardanti le donne residenti nel Paese: divieto di uscire di casa se non accompagnate da un parente maschio, obbligo di indossare il burqa e divieto di uso di tacchi, cosmetici e gioielli, divieto di ridere in pubblico. La pena per l'adulterio passò dalla prigione alla morte per lapidazione. 
Venne vietata loro l'istruzione e il lavoro, con l'unica eccezione dell'ambito medico, dal momento che ai medici uomini fu imposto di non trattare pazienti donne. Ogni tipo di contatto fra donne e uomini che non fossero il rispettivo marito o un parente fu vietato: oltre al contatto fisico, alle donne era anche vietato parlare loro direttamente o guardarli negli occhi. Venne inoltre imposto che i vetri delle case fossero oscurati così che le occupanti non potessero essere viste dall'esterno. Alle donne venne proibito di guidare l'auto, andare in bici, praticare sport o usare strutture pubbliche come i bagni, anche se solo femminili. I luoghi pubblici intitolati a donne furono rinominati. 
Per colore che violavano le norme, le punizioni andavano da percosse e frustate, alla prigione, fino alla lapidazione. Numerose furono inoltre le donne giustiziate per aver clandestinamente aperto scuole per bambine o altre piccole attività per sostenere finanziariamente le donne. Attiviste, giornaliste e altre sostenitrici dei diritti civili dovettero emigrare o cessare le loro attività e quante furono scoperte a esercitare clandestinamente furono condannate a morte. Eventuali donne straniere non erano esentate dal rispettare tutte le disposizioni finché si trovavano nei confini afghani. A partire dall'entrata in vigore delle nuove regole, si è verificato un netto aumento dei suicidi fra la popolazione femminile. 

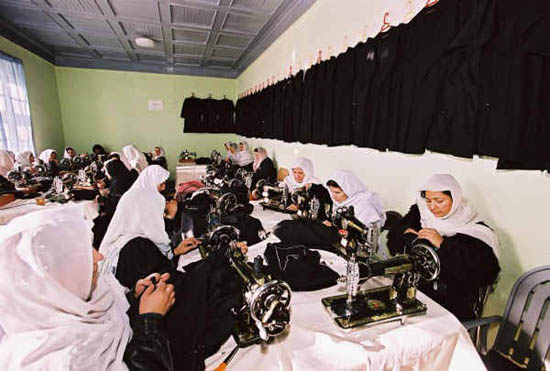
Donne e ragazze di Kabul cuciono uniformi scolastiche femminili (gennaio 2003)

## Caduta del regime talebano e miglioramento della condizione femminile (anni 2000)
Non riconosciuti dagli organismi internazionali, dall'ottobre 2001 il governo talebano fu deposto dalle truppe inviate dagli Stati Uniti, che occuparono il Paese per i successivi vent'anni, con lo scopo di "insegnare" loro la democrazia, i diritti umani e altri valori tipicamente occidentali. 
Patrocinati dall'Occidente, il nuovo governo abrogò tutte le precedenti disposizioni e stabilì la parità dei diritti fra uomo e donna in ogni ambito, compreso quello politico. Nei fatti, tuttavia, vennero mantenuti alcuni aspetti tipici della segregazione di genere: le scuole continuarono a essere divise in maschili e femminili, e alle studentesse continuò a essere imposta una divisa aderente ai dettami islamici sull'abbigliamento femminile, con una tunica nera a maniche lunghe fino ai piedi e hijab bianco. Nel 2001 venne istituito il Ministero per la condizione della donna, guidato da Sima Samar. Con la nuova Costituzione, nel 2004 la parità di genere divenne legge costituzionale. 
Di conseguenza, il Paese vide rientrare molte donne che erano fuggite negli anni precedenti per poi diventare attiviste all'estero. La partecipazione politica aumentò e anche la visibilità di attiviste e donne di cultura. 
Punto critico rimase la penetrazione delle nuove norme nelle zone rurali, isolate e conservatrici e ben diverse, nello stile di vita, nelle priorità e nei bisogni, dalle città come Kabul. Rimase anche elevata la violenza domestica, anche a causa dell'alto grado di omertà e connivenza da parte di molti uomini impiegati nelle istituzioni competenti. 

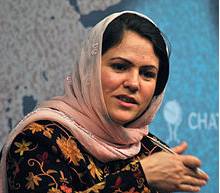
Fawzia Koofi, parlamentare e vicepresidente della Camera Bassa (2005) e presidente della Commissione per le donne, la società civile e i diritti umani (2014). Divenne inoltre membro del team governativo per le trattative al processo di pace con i Talibani nel 2020. Venne anche ferita a colpi d’arma da fuoco da un commando vicino a Kabul nell'agosto dello stesso anno.

## La condizione femminile afgana durante la Repubblica Islamica

### Anni 2000

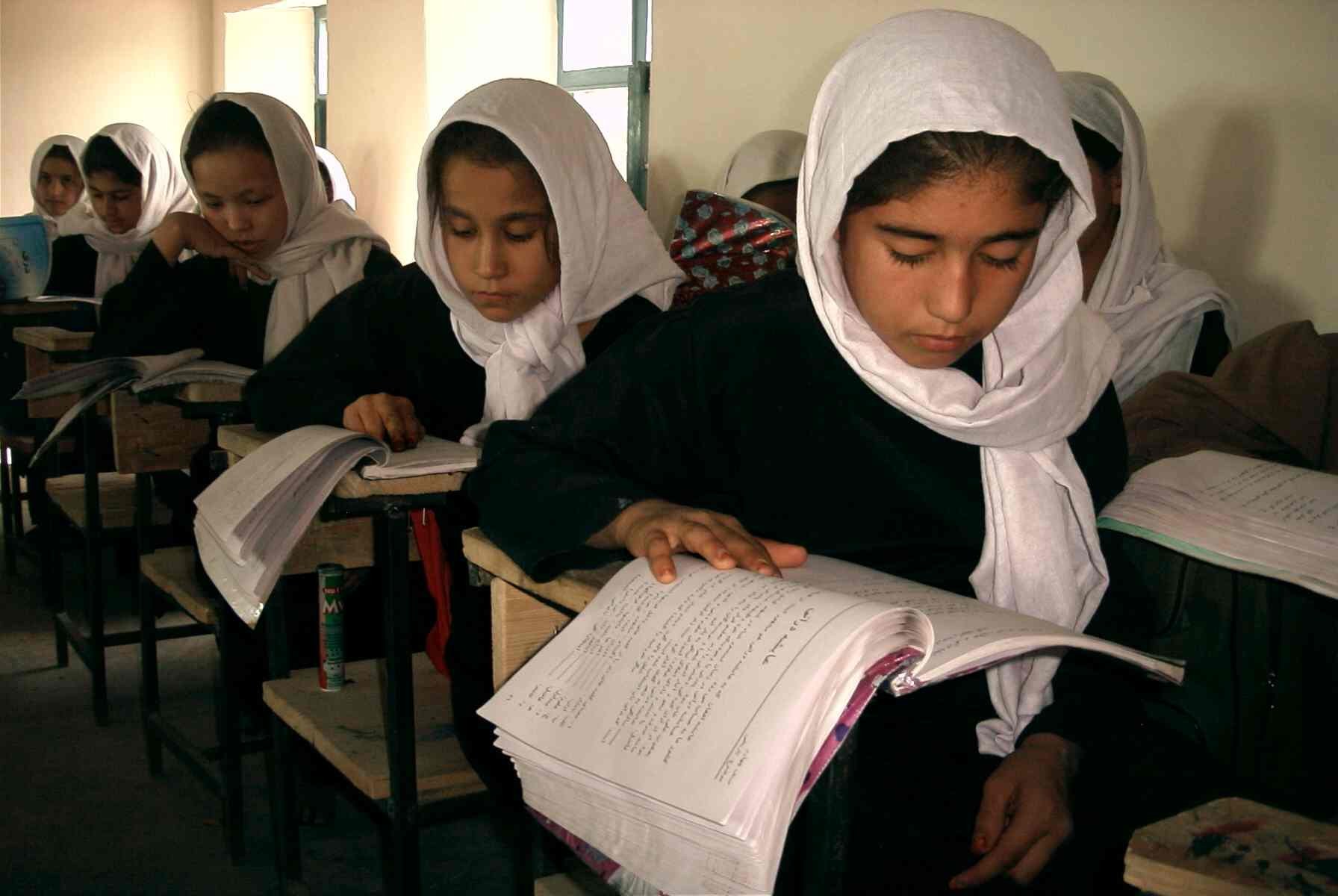
Ragazze studentesse a Samangan nel 2006 (attualmente solo il 24,2% delle donne afgane sono alfabetizzate)

Il 4 giugno 2007 una giornalista afghana, proprietaria di una stazione radio, Zakia Zaki di anni 45, è stata assassinata con sette colpi di arma da fuoco nella sua casa a nord della capitale Kabul; i suoi sei figli ne sono usciti tutti incolumi. Il ministro dell’Interno condannò il gesto come un “atto terroristico” e promise l’apertura di un’inchiesta per scoprirne i responsabili.
Nel 2008 circa una dozzina di donne lavoravano come presentatrici televisive. Molte erano anche medico e anche giudici.
Il 15 novembre 2008 ignoti hanno aggredito e lanciato acido in faccia contro almeno quattordici studentesse e insegnanti, a Kandahar, per "punirle" per essere andate a scuola. L’aggressione ha suscitato la protesta e l’attenzione internazionale. Un mese dopo, Azra Jafari divenne sindaco di Nili, fino al gennaio 2014. 
Il 12 aprile 2009, Sitara Achakzai, membro del Parlamento, venne uccisa dai talebani.
Altre donne degne di nota sono: Roya Mahboob imprenditrice e donna d'affari, Aziza Siddiqui attivista per i diritti umani; ma anche Mary Akrami direttrice dell'Afghan Women Skills Development Center e rappresentante della società civile afgana alla Conferenza di Bonn del dicembre 2001;

### Anni 2010
Nel 2012 Niloofar Rahmani diventa la prima donna pilota nel programma di allenamento dei piloti della Forza Aerea Afgana, dopo il Colonnello Latifa Nabizada, prima donna pilota afgana a volare su un aereo militare. 
Nelle elezioni del 2014, il presidente eletto dell'Afghanistan si è impegnato a garantire alle donne pari diritti.[19] Secondo le stime del 2014, le donne costituivano il 16% della forza lavorativa.
Il 3 febbraio 2016 Meena Rahmani diventa la prima donna in Afghanistan ad aprire un Bowling a Kabul, mentre l'anno seguente la 17enne Negin Khpolwak è la prima donna a condurre un'orchestra in Afghanistan.
Nel maggio 2017, la Missione d'Assistenza delle Nazioni Unite in Afganistan ha dichiarato che la maggioranza di colpevoli di delitto d'onore in Afghanistan non viene condannata.
Nel 2015 l'Afghanistan ha celebrato la sua prima maratona; la 25enne Zainab è stata la prima donna nel Paese a partecipare a una simile competizione. Nello stesso 2015, Seema Jowenda, dal 28 giugno al 7 novembre, divenne Governatrice di Ghor.
Nel 2018, secondo alcune ricerche, sono diminuite in maniera significativa le donne con il burqa nel Paese dalla caduta del regime talebano. Sempre nel 2018 Salima Mazari divenne la Governatrice del distretto di Charkint nella provincia di Balkh. Nello stesso anno 69 donne prendono parte del Parlamento. Anisa Rasooli diventa la prima donna a sedere nella Corte Suprema in Afghanistan.

Nella provincia di Kandahar, il 17 luglio 2019, la trentunenne Zainab Fayez, attivista e femminista afgana, diventa la prima donna Pubblico Ministero.

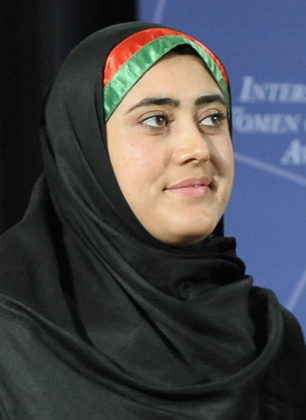
Maryam Durani, avvocatessa dei diritti umani

Nell'ottobre 2019 Qadir Hekmat, uno dei massimi comandanti del vertice talebano, nel corso di una lunga intervista rilasciata al giornale "La Repubblica" in un luogo segreto di Kabul, ha affermato che il burqa si può  sostituire con l'hijab (indossato dalla maggioranza delle donne afgane oggi nelle zone urbane), e che quindi il burqa, in caso di ritorno dei talebani, non sarà più l'abito obbligatorio. Nel novembre 2019 Zarifa Ghafari divenne sindaco di Maidan Shahr, fino all'agosto 2021.

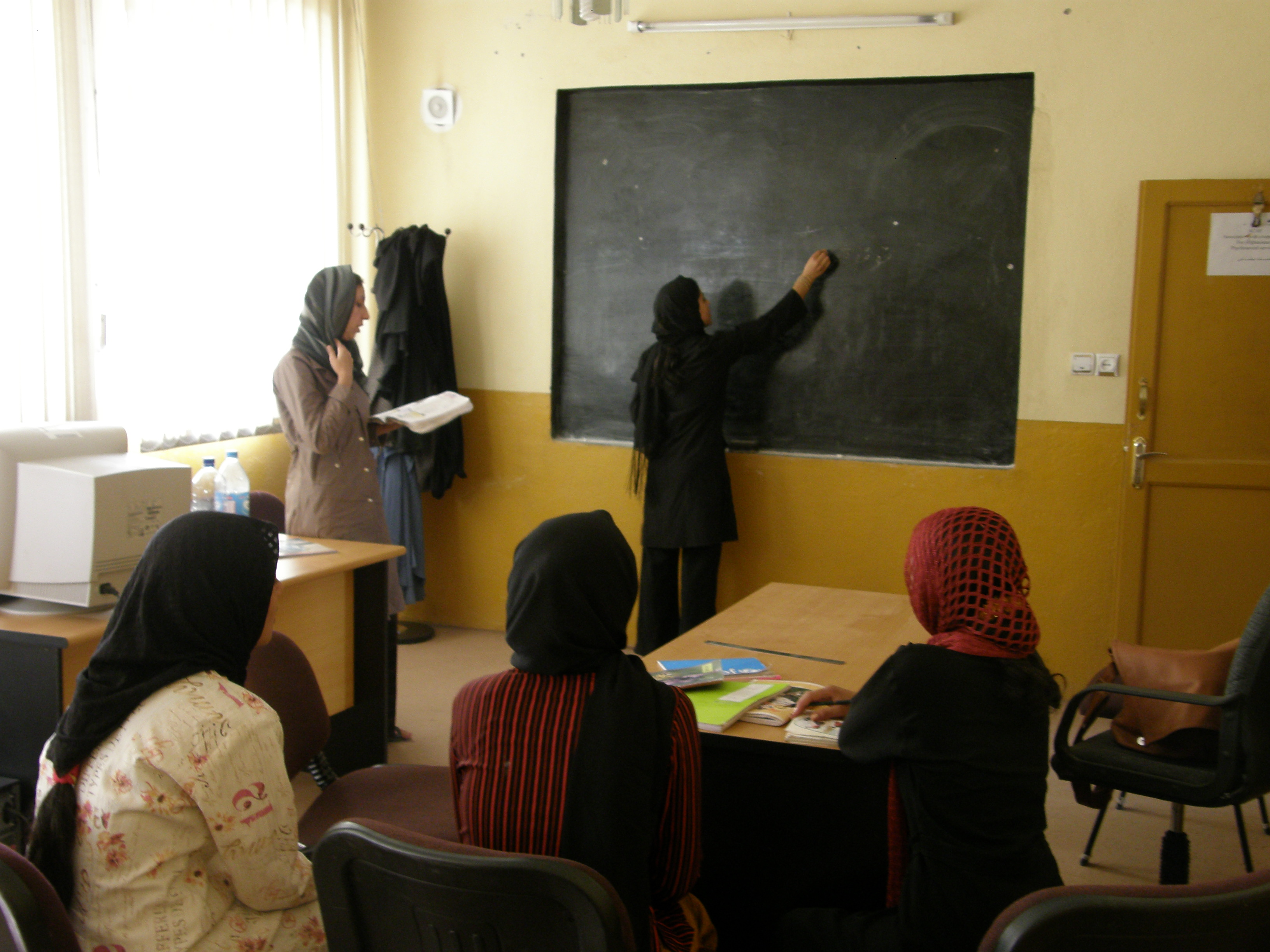
Ragazze in una scuola di Herat nel giugno 2008

### Violazioni dei diritti delle donne
Secondo rapporti e stime dell'anno 2010 nell’Afghanistan di Karzai "è consentito alle donne uscire da sole, lavorare, studiare ecc. Tuttavia, la presenza sul territorio dei signori della guerra, dei trafficanti d’armi e di oppio, di bande criminali e di mafiosi, e dei talebani (dove in alcune province governano ancora), rendono il paese ancora insicuro. Esse hanno paura di andare al lavoro o all’università con aggressioni, violenze e stupri nelle piccole città e nei villaggi, di nuovo in crescita costante. Continuano ad indossare il burqa per paura, per tutelare la propria sicurezza. Nelle città e nella capitale le donne vestono in genere normalmente. Ma nei villaggi, dove è forte l’integralismo religioso, è facile incontrare donne con il burqa. La tradizione familiare è forte e sentita anche dalle donne, soprattutto da quelle che vivono nei villaggi, con grande rispetto e attaccamento per la famiglia e i suoi valori. Il modello patriarcale è radicato da millenni e le donne difficilmente chiedono il divorzio. Nelle città capita d’incontrare donne che abbiano chiesto di divorziare e che poi si siano anche risposate. Sono tuttavia casi rari anche a Kabul. Di solito queste donne sono persone coraggiose, che sanno di dover combattere un’opinione pubblica refrattaria che le etichetta come cattive persone, da allontanare. Oltre alla cultura, altri fattori agiscono da ostacolo alla liberazione della donna da matrimoni costruiti sulla costrizione e l’abuso. Quando una donna non può avere figli l'uomo può ottenere facilmente il divorzio per risposarsi. È secolarmente considerato un disonore per le famiglie più conservatrici una donna senza figli dal matrimonio. Le donne sono comunque scarsamente rappresentate nei negoziati, dove a prevalere è la forza dei signori della guerra".

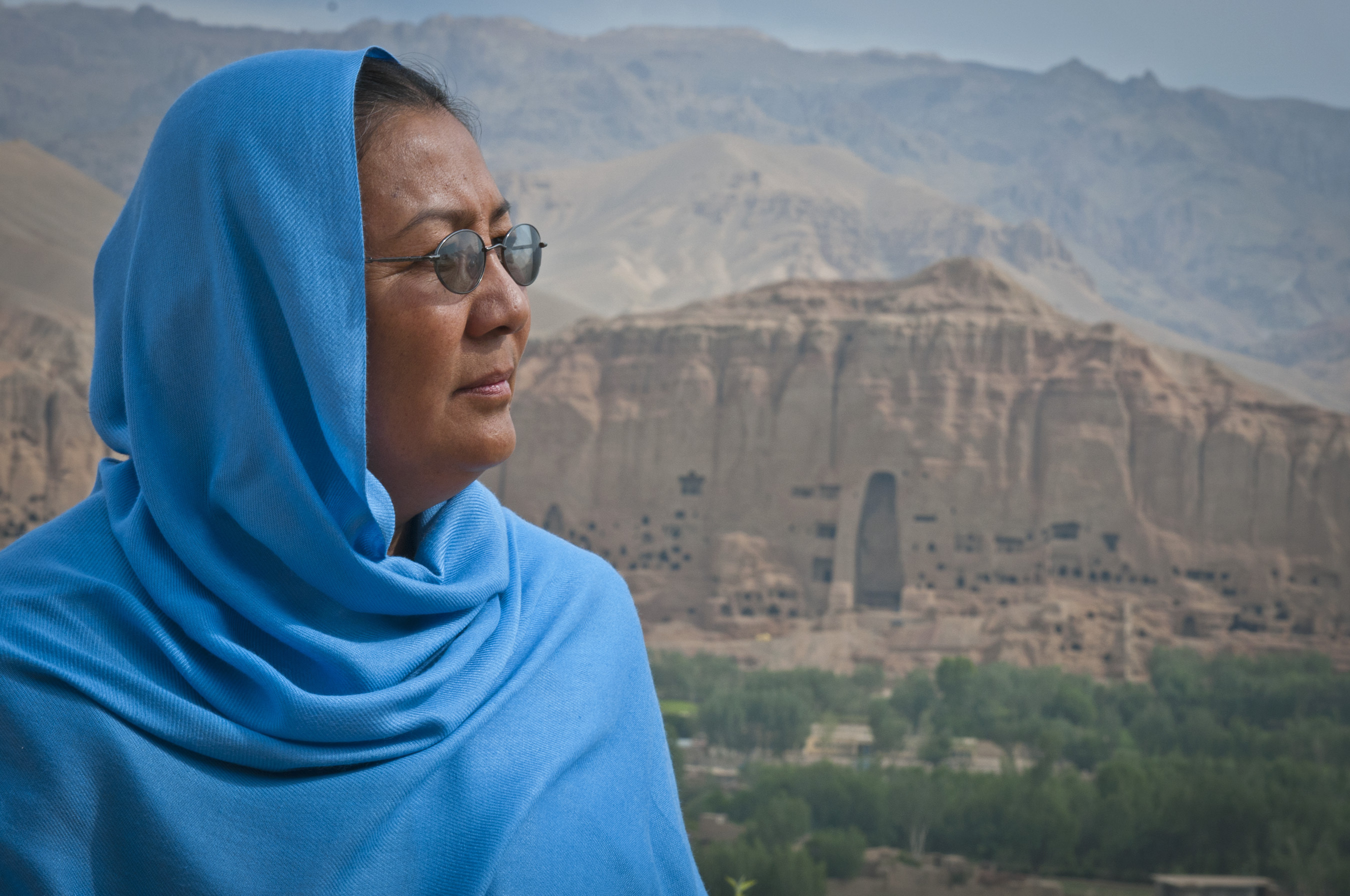
Habiba Sarabi, governatrice della provincia di Bamyan dal 23 marzo 2005 al 14 ottobre 2013 e precedentemente ministra delle donne dal 2002 al 2004.

Il Gender Inequality Index 2012 dà all'Afghanistan un punteggio di 0,712 per quanto riguarda i diritti delle donne in ambito di disuguaglianza su una scala da 0 a 1. Circa 460 donne su 100 000 (1 su 217) muoiono di parto naturale secondo una stima del 2013 (un migliaio durante il regime talebano e circa 1000 nei sondaggi precedenti UNICEF). Nel 2017 il punteggio è sceso allo 0,653.
Parallelamente, i gruppi talebani nascosti nel Paese hanno espresso posizioni più morigerate nei confronti dei diritti femminili secondo alcune interviste del gennaio 2011 e altre interviste dello stesso anno, hanno espresso interesse verso l'istruzione femminile.
I figli in media per una donna afgana sono 5,33, con bassissimo uso di anticoncezionali (sondaggi 2010/2011). 
Le donne in Parlamento nel 2010 sono il 27,6% del totale, e, secondo un sondaggio dello stesso anno, le donne con più di 25 anni che avevano un'educazione secondaria erano il 5,8%.

#### Omicidi di giovani donne negli anni 2010
Nel 2012 ci sono stati 240 casi di delitti d'onore, il 21% commessi dai mariti, il 7% dai fratelli, il 4% dai padri e il resto da altri, malgrado dal 2009 ciò sia vietato per legge.

Il 5 settembre 2013 Sushmita Banerjee venne uccisa perché si era opposta ad alcuni dettami talebani; mentre il 19 marzo 2015 la ventisettenne Farkhunda Malikzada(nata nel 1987 a Kabul) è stata uccisa dalla folla con la falsa accusa di aver bruciato una copia del Corano.

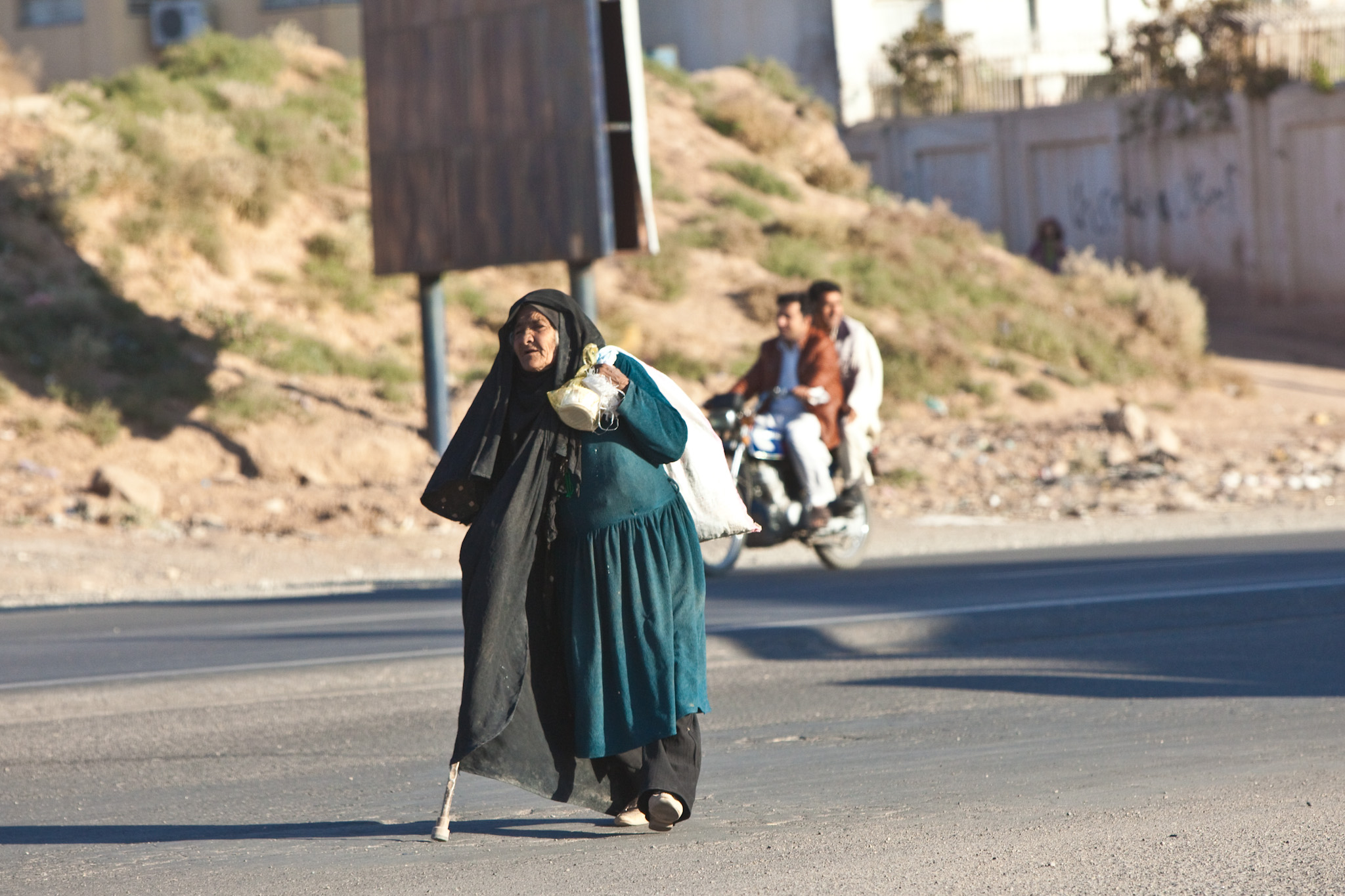
Anziana donna di Herat nel 2009

Mena Mangal, trent'anni, attivista per i diritti umani, è stata uccisa l'11 maggio 2019. 

### Anni 2020
Dal 17 settembre 2020 è stato stabilito che il nome della madre compaia nella carta di identità dei figli. Lo ha deciso il governo del presidente Ashraf Ghani. "L'emendamento cambia la definizione di identità", spiega il portavoce del governo Mohamed Hedayat, "la nuova identità comprende il nome della persona, il cognome, il nome del padre, il nome della madre e la data di nascita". 

Tale decisione è stata presa in seguito alla campagna #WhereIsMyName , portata avanti soprattutto sul web. Oggi milioni di ragazze frequentano scuole e università e diverse donne svolgono importanti ruoli governativi. Eppure nel Paese i nomi stessi delle donne sono tuttora un tabù, non vengono menzionati, non compaiono nei documenti e -come fa notare il New York Times - spesso non sono riportati nemmeno nelle lapidi dei cimiteri".

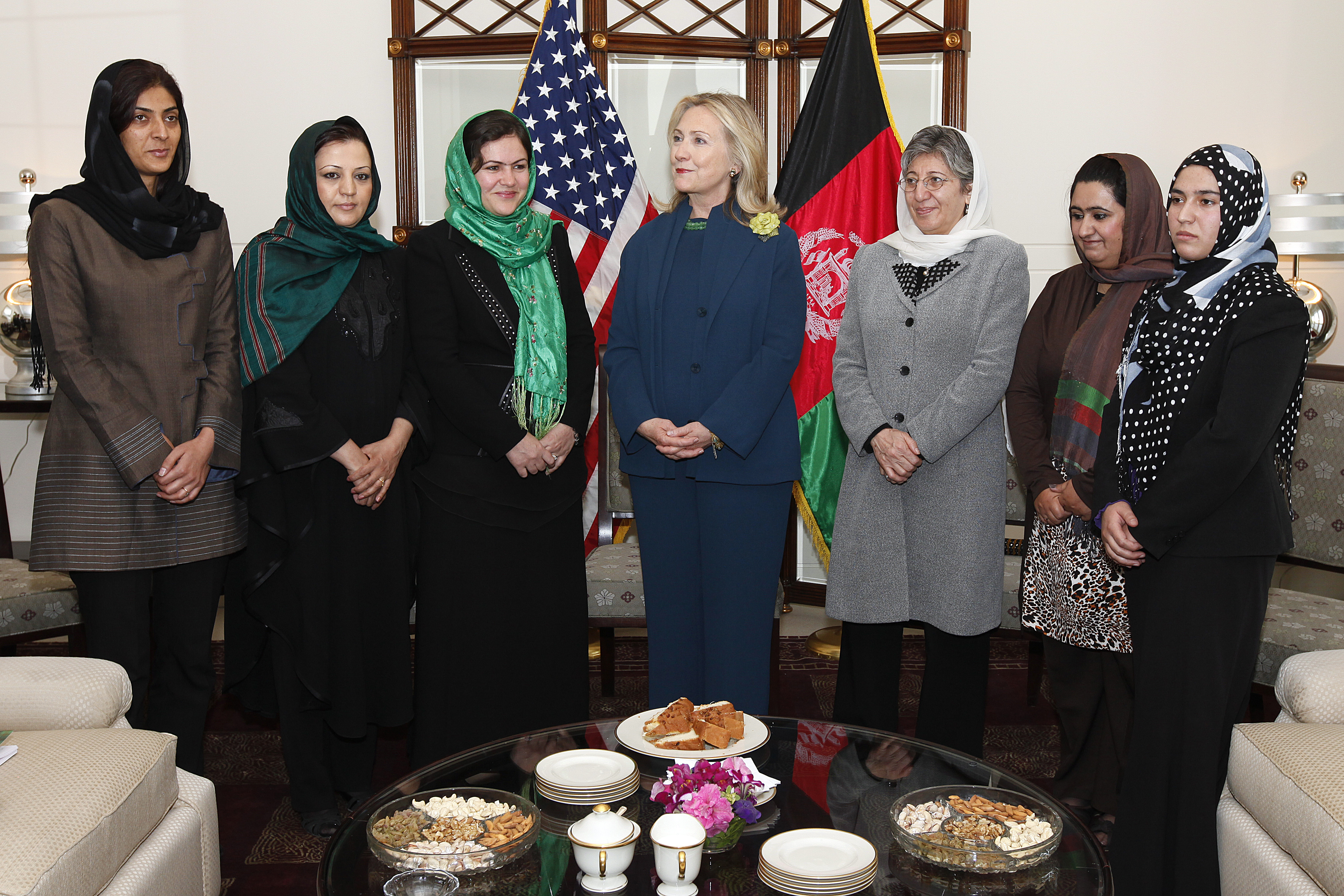
Hillary Clinton con Sima Samar alla sua sinistra, Fauzia Koofi (con il velo verde) alla sua destra, Selay Ghaffar e Maria Bashir tra le altre il 20 ottobre 2011

Secondo Osservatorio Afghanistan nel 2020 "in Afghanistan il tasso di analfabetismo femminile si aggira ancora tra l'84 e l'87%. Nella capitale Kabul va meglio, ma nei villaggi rurali, specialmente quelli controllati dai fondamentalisti, i genitori non si fidano a mandare a scuola i figli, soprattutto le bambine. Pertanto, il 66% delle ragazzine tra i 12 e i 15 anni, non studia. Tra il 60 e l'80% delle donne è costretta dalla famiglia a sposarsi contro il proprio volere. La violenza domestica è molto presente. Le difficoltà riguardano anche il lavoro: chi riesce a lavorare è perché è iper qualificato, ma non lo sono le donne, che al massimo possono occuparsi di pulizie e cucito. Non va meglio la situazione sanitaria: il 50% delle donne continua a partorire in casa, con la sola assistenza di parenti più anziane, e la mortalità materna è ancora altissima. Il 95% dei suicidi sono commessi da donne".

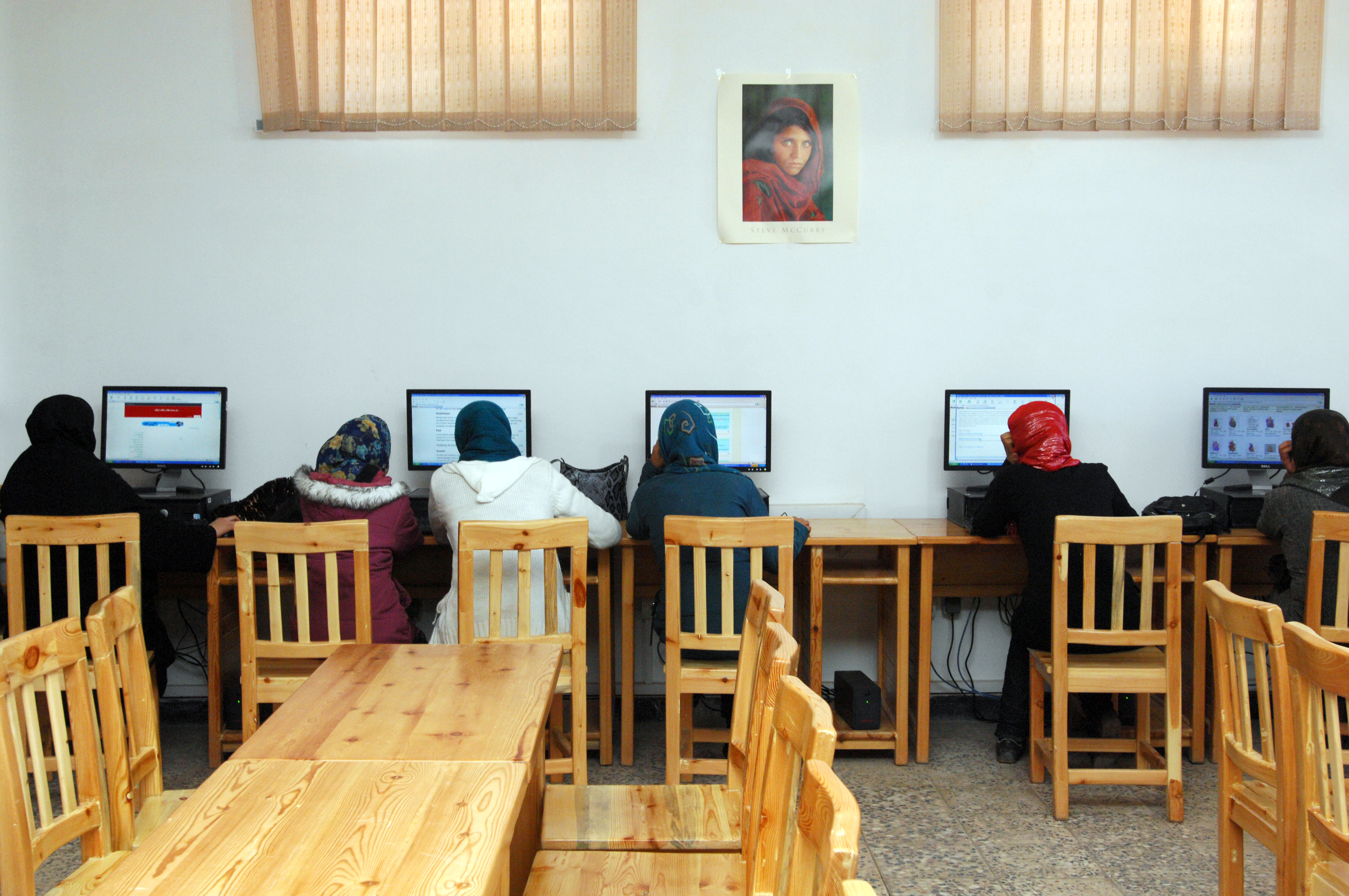
Ragazze afgane usano internet in un'università di Herat nel 2009

Il Global Gender Gap Report non ha mai analizzato l'Afghanistan come paese per quanto riguarda i diritti delle donne fino al 2021. In quest'ultimo anno, infatti, il Report classificò il paese ultimo su 156 paesi analizzati, sotto anche allo Yemen, Arabia Saudita, Pakistan e Siria, con un punteggio di 0,444 su 1,000. 
Nel report non è stato preso in considerazione il periodo della presa dei Talebani del Paese, evento accaduto ad agosto, dal momento in cui il Report è stato pubblicato nel mese di marzo.
Roya Rahmani è stata la prima donna ambasciatrice afgana (ambasciatrice per gli USA dal dicembre 2018 al 14 luglio 2021). Il 26 luglio 2021 Adela Raz divenne Ambasciatrice dell'Afghanistan negli Stati Uniti, fino al 18 febbraio 2022.

## Il ritorno dei talebani (2021-presente)

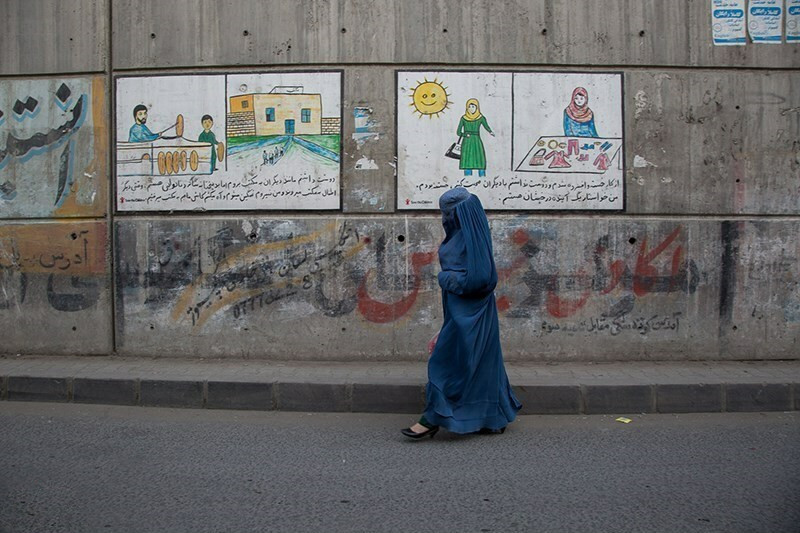
Una donna che indossa un burqa a Kabul a settembre 2021

Dopo l'annuncio che le truppe statunitensi avrebbero lasciato il Paese entro fino 2021, le unità talebane ancora operative hanno rapidamente riconquistato il Paese, arrivando a Kabul nel giro di poche settimane. Insediati come nuovo governo de facto nell'agosto 2021, la comunità internazionale ha posto il rispetto dei diritti umani, e in particolare di quelli delle donne, come condizione fondamentale per il riconoscimento del nuovo governo talebano. Nonostante i talebani abbiano dichiarato inizialmente di voler rispettare i diritti delle donne "nel quadro della Sharia", numerose testimonianze e rapporti indicano che sono state imposte restrizioni severe, con arresti arbitrari e repressioni violente contro coloro che protestano.
Nonostante le dichiarazioni fatte inizialmente, le politiche dei talebani escludono le donne da vari aspetti della vita pubblica. Un rapporto delle Nazioni Unite menziona che alle donne è stato proibito di svolgere la maggior parte dei lavori, tra cui comparire in programmi televisivi o telenovele e lavorare per ONG e agenzie umanitarie. I decreti dei talebani impediscono inoltre alle donne di viaggiare per lunghe distanze senza un parente maschio, limitando di fatto la loro capacità di lavorare e accedere ai servizi essenziali. Inoltre, il Ministero degli affari femminili è stato abolito.  
A settembre 2021 le scuole primarie e secondarie sono state riaperte, ma permettendo solo a studenti maschi di frequentare quelle secondarie (che cominciano all'età di 12 anni). Le università sono riaperte nel 2022, con classi separate in base al genere e regole rigide su condotta e vestiario delle studentesse di sesso femminile; l'accesso alle università è stato poi del tutto proibito alle donne poco tempo dopo.
Sono stati anche approvate delle norme che hanno vietato il matrimonio forzato e regolato il diritto alla proprietà, concedendo alle vedove il diritto a una quota dei beni dei mariti; tuttavia si ritiene che queste misure abbiano un impatto minore di quello dei divieti, e abbiano il solo scopo di ottenere legittimità con governi straniere e associazioni umanitarie, da cui dipende buona parte dell'economia del Paese. 
Nel maggio 2022 sono stati imposti codici di abbigliamento restrittivi con l'obbligo per le donne di indossare un burqa, o un abaya associato con un niqab, in modo da lasciare scoperti solo gli occhi.